# مفاعل القدرة المائي-المائي (VVER)

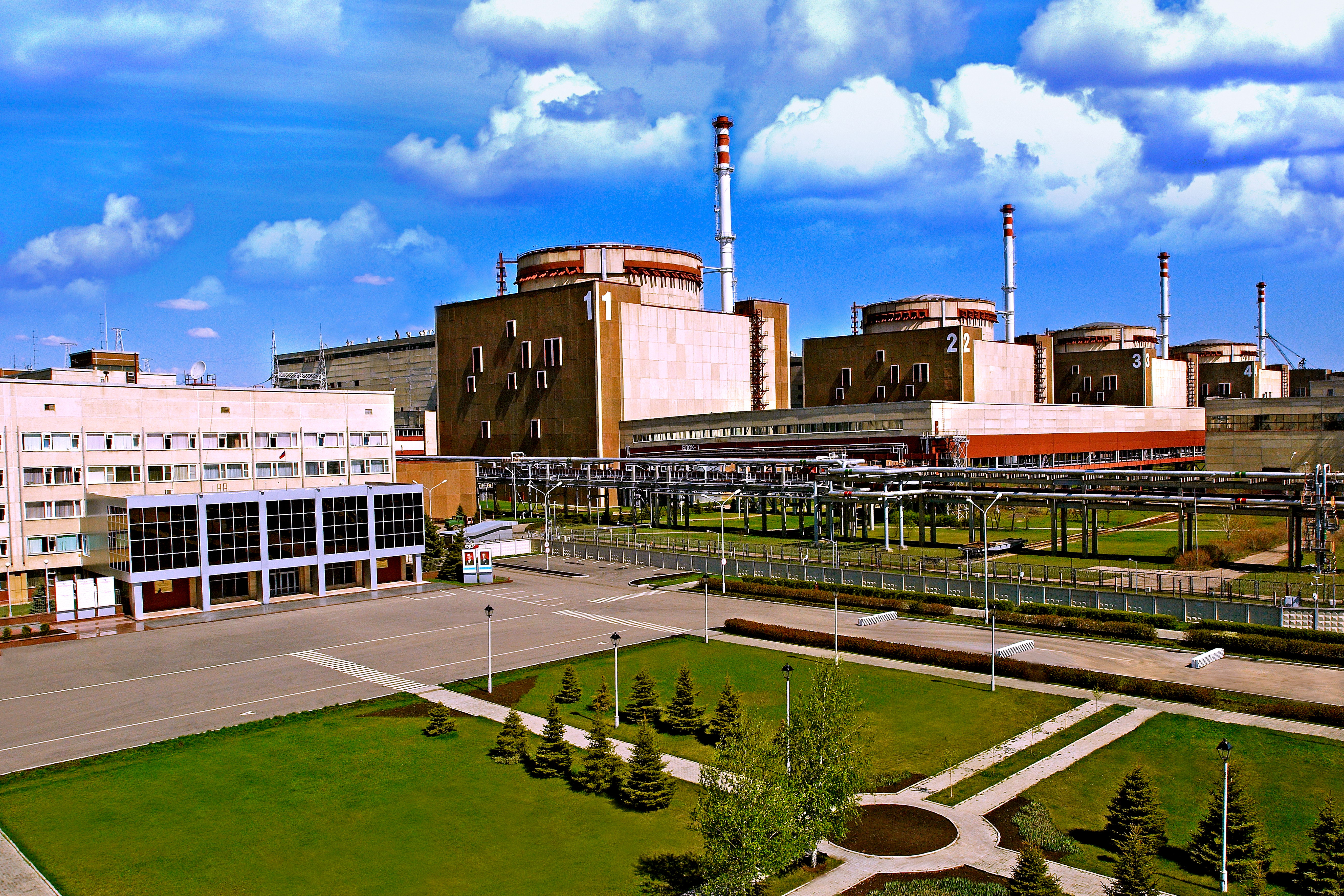
محطة بالاكوفو النووية في روسيا تضم أربع وحدات ڤي ڤي إي آر-1000

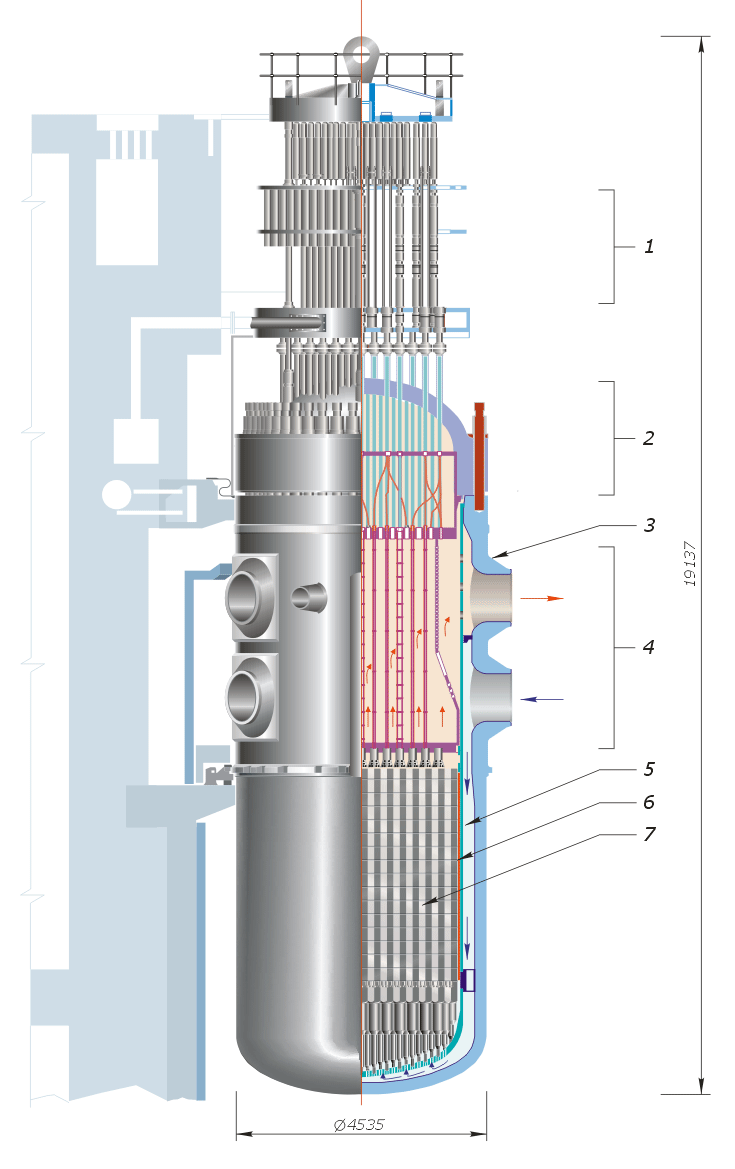
ڤي ڤي إي آر-1000 هو مفاعل قدرة روسي من نوع مفاعلات الماء المصغوط يُولد 1000 ميغاواط من الكهرباء.

مفاعل القدرة المائي-المائي (ڤي ڤي إي آر، VVER) (بالروسية: Водо-водяной энергетический реактор)؛ هو سلسة من تصاميم عدة لمفاعلات من نوع مفاعلات الماء المضغوط. تم تطويره من قبل الاتحاد السوڤييتي، والآن روسيا بواسطة OKB Gidropress. تتراوح القدرة الكهربائية المُوَلَدَة مابين 300 ميغاواط.ك و 1700 ميغاواط.ك. شيدت محطات القدرة من نوع VVER في كل من: أرمينيا، بلغاريا، الصين، التشيك، فنلندا، هنغاريا، الهند، إيران، سلوفاكيا، أوكرانيا، وروسيا الإتحادية.

## تاريخ
بُني المفاعل الأول من نوع ڤي ڤي إي آر قبل عام 1970م بحيث كان مفاعل VVER-440 الموديل V-230 هو الأكثر شيوعاً من مفاعلات VVER، مُولداً 440 ميغاواط.ك من القدرة الكهربائية. هذا الطراز (أي V-230) يُوظف ست دوائر تبريدية تحتوي كل منها على مُولد بخار بوضعية أُفقية. النسخة المُعدّلَة لمفاعل VVER-440، الموديل V213، كان أول مُنتج خاضع لمواصفات الأمان النووية والتي تبناها المصممون السوفييت. هذا الطراز يحتوي على أنظمة إضافية لتبريد قلب المفاعل في حالة الطواريء emergency core cooling وأنظمة التغذية المائية المساعدة auxiliary feedwater systems ، وكذلك على أنظمة مُحدثة للتموضع وحصر الحادث مكانياً.
تم تطوير المفاعل الأكبر من طراز VVER-1000 قبل عام 1975م. يحتوي هذا الطراز على نظام مكون من أربع دوائر تبريدية تتواجد جميعها داخل مبنى على شكل حاوية يحتوي على نظام رذاذات مائي لكبح البخار وتخفيف الضغط داخل المبنى في حالة التسرب الداخلي للبخار. أصبح من المتاح في تصاميم مفاعلات الVVER تركيب أنظمة للتحكم التلقائي وأنظمة الأمان الغيابي وأنظمة الاحتواء الذاتي بما يتفق مع الجيل الثالث من تصاميم المفاعلات الغربية.
الطراز VVER-1200 هو النسخة المعروضة للبناء بكونه تطوير على النموذج VVER-1000 بزيادة الإنتاج الكهربائي لحوالي 1200 ميغاواط.ك (إجمالي) وبمزايا أمان إضافية في حالة غياب الطاقة الكهربائية المغذية للمفاعل.
في عام 2012م صرحت شركة روس أتوم بأنه من المنوي أن يتم ترخيص مفاعل الVVER من قبل سلطات تنظيم العمل النووي الأمريكية والبريطانية، مع إستبعاد تقديم طلب الرخصة من الهيئة البريطانية قبل عام 2015م.

## تصميم المفاعل

طريقة ترتيب وحدات الوقود النووي السداسية الشكل في قلب مفاعل VVER (يسار) مُقارنة مع الوحدات المربعة الشكل (يمين) التي تستخدمها شركة Westinghouse الأمريكية في مفاعلات الماء المضغوط.

يعني الاختصار لحروف تسمية المفاعل، VVER، عند الترجمة من الروسية 'مفاعل طاقة مائي-مائي'، ويُقصد بذلك أن المفاعل مُبرد بالماء ونيوتروناته مُهدئة بالماء أيضاً، كما هو الحال في كل مفاعلات الماء المضغوط PWRs. هناك جملة من الخصائص التي تُميز هذا المفاعل عن بقية مفاعلات الماء المضغوط الأُخرى، وهذه الخصائص هي:
- الوضعية الأُفقية لمولدات البخار
- الشكل السداسي لمجموعات قضبان الوقود
- السعة المائية عالية للضاغط، ما يتيح كمية ماء احتياطية أكبر للتبريد

قضبان الوقود النووي تكون مغمورة بشكل كامل بالماء المضغوط. يُحافظ على ضغط الماء ثابتاً عند قيمة 15 ميغا باسكال (150 ضغط جوي) لكيلا يغلي عند درجات الحرارة التشغيلية الاعتيادية (ما بين 220 و 300 درجة مئوية). يخدم الماء في هذا النوع من المفاعلات، كما في كل مفاعلات الماء المضغوط، كمُبرد ومُهديء للنيوترونات ما يعتبر خاصية أمان في غاية الأهمية. فإذا ما حدث هناك أيُ خلل في دوران الماء في المفاعل فإن ذلك يعني ارتفاع درجة حرارة الماء، والذي بدوره يصبح ذو كثافة أقل، فيترتب على ذلك انخفاض في معدل التهدئة للنيوترونات والذي يؤدي بدوره إلى انخفاض في عدد الانشطارات النووية وبالتالي انخفاص في كمية الحرارة المُولدة في القلب. هذا ما يُعرف في فيزياء المفاعلات النووية بالتنظيم الذاتي والمحكوم بمعامل درجة حرارة المهديء moderator temperature coefficient. إذا كان الارتفاع في درجة الحرارة كبير يصبح احتمال تكون الفجوات أكبر (الفجوة هي بخار ماء قليل الكثافة)، وبالتالي يجب من باب السلامة النووية أن يحدث تنظيم ذاتي لدرجة حرارة المفاعل، لذلك يُشترط أن يكون معامل الفجوات الحراري سالباً negative void coefficient، حتى يُقابل الارتفاع في درجة الحرارة بانخفاض ناتج عن تقليل الطاقة الناتجة من الانشطار.
النسخ الحديثة من هذا المفاعل تكون ذات حاويات مكونة من قشور ضاغطة ذات كتل كبيرة مُصنعة من الفولاذ. وقود المفاعل منخفض الإثراء (منخفض التخصيب!)، بحيث تتراوح نسبة اليورانيوم-235 بين 2.4%-4.4% من كامل كمية اليورانيوم والذي يكون بالصيغة الكيميائية (UO2) ويكون مرصوع في داخل عبوات صغيرة تُجمع في قضيب الوقود المصنوع من سبائك الزركونيوم.
يتم التحكم بالتفاعلية reactivity (التغير في القيمة النسبية لمعامل الحراجة k1-k0/k0) عن طريق قضبان التحكم المصنوعة من مواد ماصة للنيوترونات، بحيث تُغمس من الأعلى بين قضبان الوقود، فيكون قيمة الانخفاض في معدل التفاعل المتسلسل متناسبا مع عمق الانغماس في قلب المفاعل. في حالات الطواريء يتم إدخال قضبان التحكم كاملة في قلب المفاعل ما يؤدي إلى إيقاف فوري للتفاعل الانشطاري المتسلسل.

### دورة التبريد الرئيسية

رسم توضيحي لمعدات دورة التبريد الرئيسية لمفاعل VVER-1000

كما أوضحنا سابقاً، فإن الماء يجب أن يبقى تحت ضغط ثابت تجنباً لغليان الماء عند درجات الحرارة التشغيلية الاعتيادية. ولأن الحرارة تُنقل من قلب المفاعل عن طريق دوران الماء فيه، فإن ذلك الماء يُعتبر مُلَوَثاً إشعاعياً ويجب أن يتم الاحتفاظ به في داخل هذه الدورة بضمان سلامة المعدات فيها من أي تصدع أو تمزق أو أي مسبب لتسرب هذا الماء إلى خارج هذه الدروة.
في الصورة المرفقة جانبا، يمكننا تمييز أربعة أنظمة فرعية في هذه الدورة التبريدية كالتالي:
- حاوية المفاعل (مشار إليها بالحروف NR في الرسم): يجري الماء في المساحات البينية بين قضبان الوقود، فيمتص الحرارة الناتجة عن الانشطار النووي وعن الإشعاع النووي
- الضاغط (P): يُستخدم في إبقاء الماء تحت ضغط ثابت ومتحكم به، بحيث ينظم الضاغط ضغط المفاعل بتوظيف عملية التنظيم الذاتي للماء المشبع بطوريه السائل والغازي وذلك بالتسخين بواسطة الكهرباء لزيادة الضغط أو التبريد بواسطة صمامات التنفيس relief valves أو رذَّإذ الماء.
- مُولدات البخار (SG): وفيها تُستخدم الحرارة المُولدة من الدورة الأولى لتغلي المياه في الدورة الثانية، التوصيل الحراري يتم من خلال أنابيب يجري الماء الساخن في داخلها ويبادل الحرارة مع الماء الأبرد المنتمي للدورة الثانية
- مضخات التبريد (CP): تضمن هذه المضخات الدوران الملائم للمياه في الدورة التبريدية الأساسية، بحيث تولد جرياناً إضطرابياً للماء يعزز من كفاءة نقل الحرارة من قضبان الوقود، ولضمان السلامة النووية فإن أعداد المضخات تكون زائدة عن الحاجة.

### الدورة التبريدية الثانوية والمردود الكهربائي
هناك أيضاً في هذه الدورة التبريدية عدد من الأنظمة الثانوية، وهي كما يلي:
- مُولدات البخار: يتم غلي الماء القادم من دورة التبريد الثانوية في مُولد البخار بعد التبادل الحراري المنفصل بأنابيب مع الدورة التبريدية الرئيسية. قبل أن يدخل الماء المغلي (البخار شبه جاف) التوربينات يتم فصل الماء السائل المتبقي من البخار بحيث يصبح البخار خالي من أي قطرات ماء، ذلك يحمي مراوح التوربينات من الضرر الناتج عن اصطدام قطرات الماء ذات الضغط المرتفع بمراوح التوربينات، يتم ذلك بإعادة تسخين البخار في المرحلة بين مُولد البخار والتوربين. مفاعلات ال VVER تُنتج قدرة كهربائية تُقدر بِ 1 جيجاواط.
- المكثف: يتم تبريد البخار ليسمح له بالتكاثف، ويتم تصريف الحرارة التي يفقدها البخار في الدورة التبريدية الثالثة.
- مزيل الغازات Deaerator: يزيل الغازات من المبرد قبل أن يعود إلى المرجل (مولد البخار).
- مضخة: مضخات التحريك المائي تُشغل من قبل توربين صغير خاص بكل منها.

لزيادة كفاءة العملية يتم الاستفادة من البخار المأخوذ من التوربين ليعيد تسخين المبرد قبل مزيل الغاز وقبل مولد البخار. إن الماء في هذه الدورة ليس مشعاً، كما يُفترض ألا يكون.

### الدورة التبريدية الثالثة

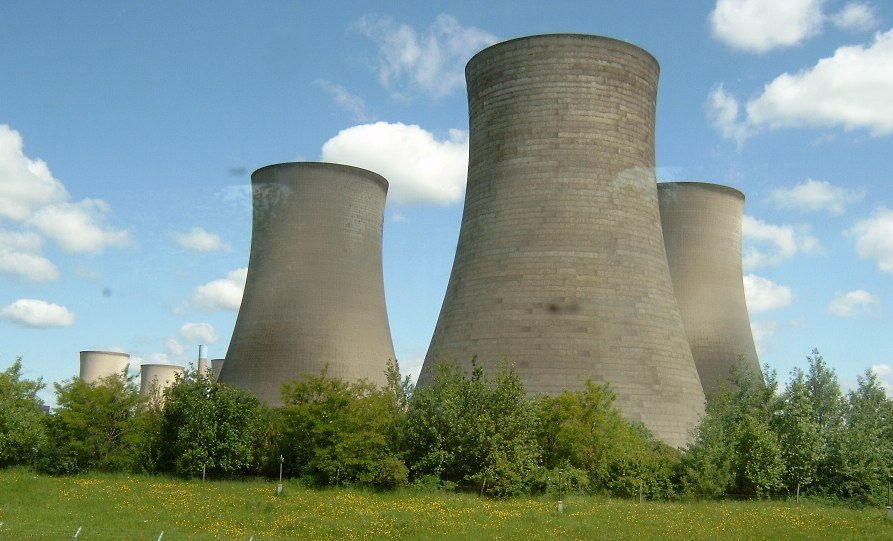
أبراج تبريد

هناك نوعان من الدوائر التبريدية في المرحلة الثالثة، النوع الأول يُسمى بالدائرة المفتوحة بحيث تُطرد الحرارة في ماء البحار أو الأنهار، أما النوع الثاني فيسمى بالدائرة المغلقة وفيها يكون مصدر الماء محدود ويتم التخلص من الحرارة في الغلاف الجوي على شكل بخار ينبعث من أبراج التبريد والتي تضيق من الأعلى لتخلق فرق في الضغط يزيد من سرعة خروج البخار (تصميم يعتمد على مبدأ اختناق ڤنتوري Ventury nozzle).
بالإضافة إلى قُدرة مفاعلات VVER على توليد الكهرباء يمكن أيضاً تزويد المقيمين بالمقربة من هذه المحطات أو المصانع المجاورة بالماء الساخن. من الأمثلة الحية على ذلك مفاعل ياسلوفسكي بوهونيسي Jaslovské Bohunice ودوكوفاني Dukovany.

### تحصينات الأمان النووية
التصميم النموذجي للمفاعلات النووية يحتوي على طبقات (مستويات\مراحل) من التحصينات safety barriers لمنع تسرب المواد المشعة إلى البيئة. مفاعلات ال VVER كما في غيرها لديها أربع طبقات من هذه التحصينات، وهي كما يلي:
- كبسولات الوقود Fuel pellets: المواد المشعة تبقى ضمن كبسولات الوقود ذات التركيب البلوري
- قضبان الوقود: أنابيب مصنوعة من سبائك الزيركونيوم توضع كبسولات الوقود في داخلها لتشكل بذلك التحصين الثاني لمقاومة تسرب المواد المشعة والحرارة والضغط المرتفعين
- حاوية المفاعل: كتلة ضخمة من الفولاذ تحوي قلب المفاعل بكل مجموعات الوقود والماء التي في داخله
- مبنى المفاعل: مبنى حاوي من الإسمنت المسلح يحتوي الدائرة التبريدية الأساسية بالكامل، قوي بما يكفي بحيث يتحمل أي موجات ضغط مفاجئة ناتجة عن أي خرق في المنظومة التبريدية.

مفاعلات ال VVER العاملة حالياً أأمن بطبيعتها من مفاعلات ال RBMK المسؤولة عن كارثة تشيرنوبيل. اختار الاتحاد السوفييتي أن يبني سلسلة من مفاعلات ال RBMK المهدئة بالغرافيت بدون مبنى حاوي من باب توفير التكلفة، وأيضاً لتسهيل عملية إعادة التزود بالوقود أثناء عمل المفاعل. لقد تم إضافة وبناء العديد من مستويات الحماية وحاوية لكل مفاعل من نوع RBMK ومن نوع VVER.

## العمر التشغيلي لمفاعل VVER-1000

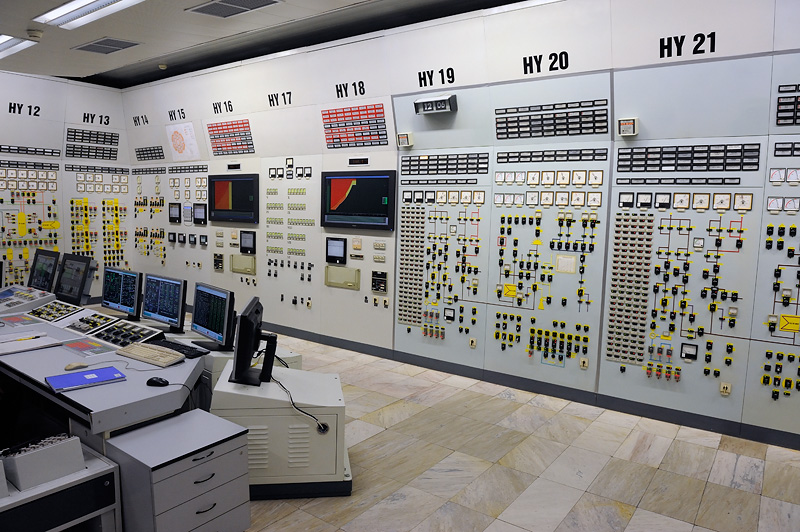
غرفة التحكم بالمفاعل، مفاعل كوزلودي الوحدة رقم 5

عندما بُني مفاعل VVER أول مرة كانت النية أن يعمل لخمسة وثلاثين سنة. ثم بعد تلك الفترة كان الاعتقاد أن إستبدالاً ضرورياً يجب أن يتم لقطع ومكونات المفاعل الحساسة مثل قنوات قضبان التحكم وقضبان الوقود. ولأن مفاعلات RBMK كانت خاضعة لعمليات تجديد جذرية بعد 35 سنة تشغيلية كان الأمر سيان بالنسبة لمفاعلات ال VVER، على الرغم من أنها أقوى من مفاعلات ال RBMK. اليوم، فإن معظم مفاعلات ال VVER تجاوزت عمر ال 35 سنة وكشفت دراسات أجريت على التصاميم أن بالإمكان الإستمرار حتى عمر ال 50 سنة مع تغيير المعدات. مفاعلات ال VVER الجديدة ستُرَخص ابتداءً بخمسين سنة.
في عام 2010م تم إغلاق أقدم مفاعل من نوع VVER-1000 في نوفوفورونيز Novovoronezh لأغراض التحديث وذلك لتمديد عمره التشغيلي لأعوام ثلاثين قادمة، وهو الأول الذي يتم التمديد له لهذه الفترة الطويلة. التحديث سيكون إدارياً ومن ناحية أنظمة الوقاية عند الطواريء وتطوير انظمة الأمن والامان الإشعاعي.

## الطراز VVER-1200
مفاعل VVER-1200 (سواء NPP-2006 أو AES-2006) هو نسخة مُطورة من مفاعل VVER-1000 لكونه معروضاً لأغراض الاستخدام المحلي في روسيا أو التصدير. تتضمن مزاياه أن التكلفة الرأسمالية لكل كيلو واط من القدرة الكهربائية المنتجة ستكون 1200 دولار أمريكي، فترة بناء أربع سنوات ونصف، وعمر تشغيلي متوقع ان يقرب من 60 عاماً يقضي منها فترة ست سنوات متقطعة لأغراض الصيانة وإعادة التزود بالوقود (أي بمعامل كفاءة تشغيلية 90%). سينتج مفاعل VVER-1200 قدرة كهربائية تعادل 1200 ميغاواط. مزايا الأمان تشمل مبنى حاوي ودرع صاروخي واقي. لدى هذا الطراز أنظمة تعمل في الحالات الطارئة تشمل على نظام تبريد قلب المفاعل، مولدات ديزل احتياطية، ماكينة متطورة لإعادة التزود بالوقود، أنظمة حاسوبية للتحكم بالمفاعل، مؤونة مائية احتياطية كافية ونظام تغييب فوري للطاقة النووية عند الطواريء SCRAM. 

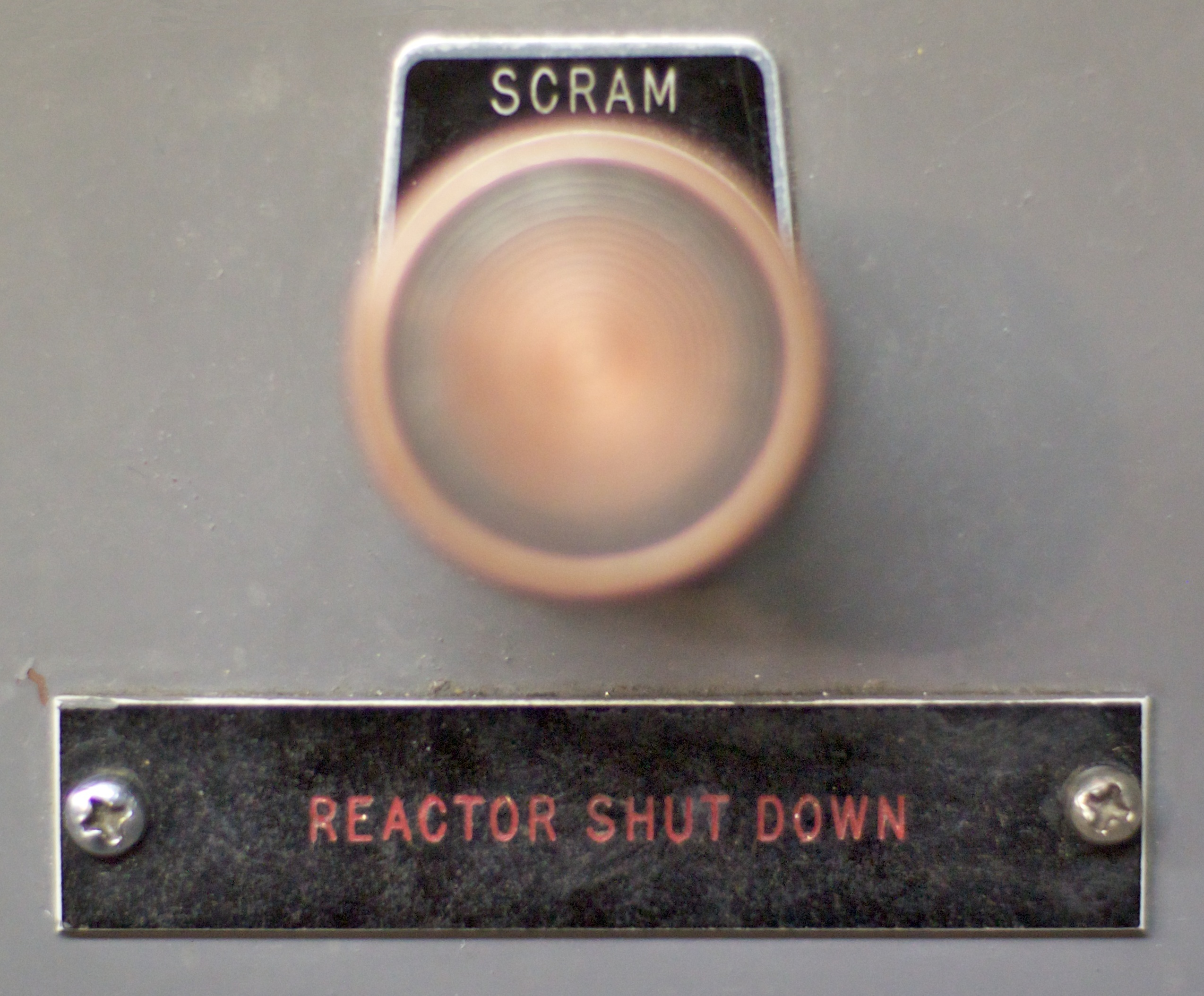
كبسة زر لإغلاق المفاعل و إيقافه بالكامل في حالات الطواريء، الصورة من غرفة التحكم لمفاعل من نوع EBR

المفاعل كمعظم مفاعلات الماء المضغوط مكون من مبنيين، بحيث يضم المبنى الرئيسي حاوية القلب النووي والأنظمة النووية المرتبطة بها مثل ماكينة إعادة التزود بالوقود ومولدات الديزل لتأمين الطاقة الكهربائية إن فُقدت من المصدر المغذي الخارجي ومولدات البخار وأنظمة التحكم بالمفاعل (يُسمى هذا المبنى بالجزيرة النووية). أما المبنى الآخر فيضم التوربينات ومرافقها (يُسمى جزيرة التوربينات).
إذا تعرض المفاعل لحادثة من نوع فقدان القدرة الكهربائية القادمة من خارج المفاعل Loss Of Off-site Power Accident فإن بإمكان التوربينات الإستمرار بتوليد قدرة كهربائية تكفي لمدة مقدارها 30 ثانية بحيث يمكن إجراء إيقاف كامل للمفاعل. تبدأ محركات الديزل بالعمل مباشرة بطاقتها القصوى بعد هذه الثواني الثلاثين لتغذي مضخات التبريد بالقدرة اللازمة لإستمرار دوران الماء في قلب المفاعل وإزالة الحرارة المتولدة حتى بعد إيقاف التفاعل المتسلسل (حرارة الإشعاع).
في شهر يوليو عام 2012 تم توقيع عقد بناء محطة AES-2006 لجمهورية روسيا البيضاء في منطقة Ostrovets بتكلفة تبلغ 10 مليارات دولار أمريكي.

### نظام إزالة الحرارة الغيابي
تم إضافة نظام إزالة الحرارة الغيابي passive heat removal system للأنظمة الفعالة الموجودة في تصاميم مفاعل AES-92 لمفاعل كودانكالام Koodankulam في الهند. تم أيضا نشر الاستخدام لهذه المنظومة في كل التصاميم المستقبلية. هذا النظام يحتوي على منظومة تبريد وخزانات مائية موضوعة في أعلى قبة المفاعل. تضمن هذه الأنظمة الغيابية إستمرار تأدية كل وظائف الأمان النووي لفترة مقدارها 24 ساعة وأمان قلب المفاعل لمدة ثلاثة أيام. من أنظمة الأمان الأخرى القدرة على تحمل اصطدام طائرة تجارية بمبنى المفاعل وكذلك وجود مصيدة للمواد المنصهرة Core catcher إذا ما حدث انصهار لقلب المفاعل كما في حالات الحوادث الحادة جداً.

## مفاعلات VVER تعمل حالياً أو قيد الإنشاء
ركَّبَت روسيا مؤخراً مفاعلين نوويين في الصين في محطة الطاقة تيانوان Tianwan، وتمديد لبناء مفاعلين اخرين تم الموافقة عليه كذلك، لتكون بذلك سابقة في تاريخ البلدين أن يتعاونا في مشروع قدرة نووي. المفاعلات من نوع VVER-1000 والتي أدخلت عليها روسيا تحسينات كثيرة مع الإبقاء على التصميم الأساسي كما هو بمقدورها تحمل اصطدام طائرة تزن 20 طناً دون حدوث أي ضرر يُذكر لها.
في مايو 2010م أمنت روسيا الإتفاقية المُبرمة مع الحكومة التركية لبناء محطة نووية بأربع وحدات من نوع VVER-1200 في أكّويو تركيا. مع ذلك، بسبب حادثة فوكوشيما احتج مناوئوا الطاقة النووية من المجموعات شديدة القلق على البيئة على المشروع بشدة.
في أكتوبر 2011 تم توقيع إتفاقية لبناء المحطة النووية الأولى في روسيا البيضاء في أُستروفيتس مستخدمين مفاعلين NPP-2006 مع أنظمة حماية فعالة وغيابية. الوحدة الأولى من المخطط لها أن ترى النور في 2017م.
في أكتوبر 2013 وقع الاختيار على تصميم المفاعل VVER-1000 (طراز AES-92) من قبل هيئة الطاقة الذرية الأردنية كعطاء منافس لبناء محطة الأردن النووية الأولى بمفاعلين توأم.

## معرض الصور

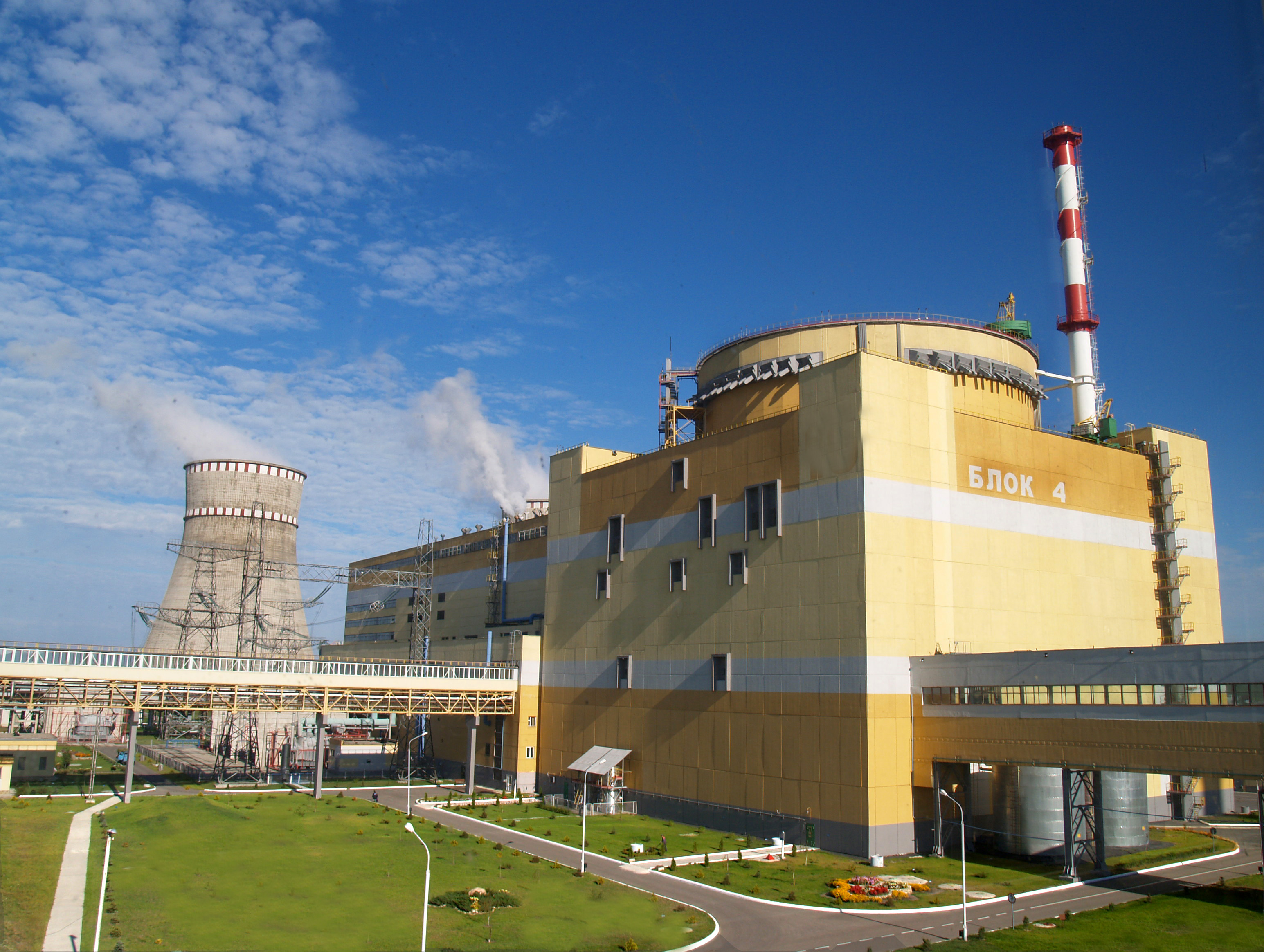
مفاعل ريڤين VVER-1000

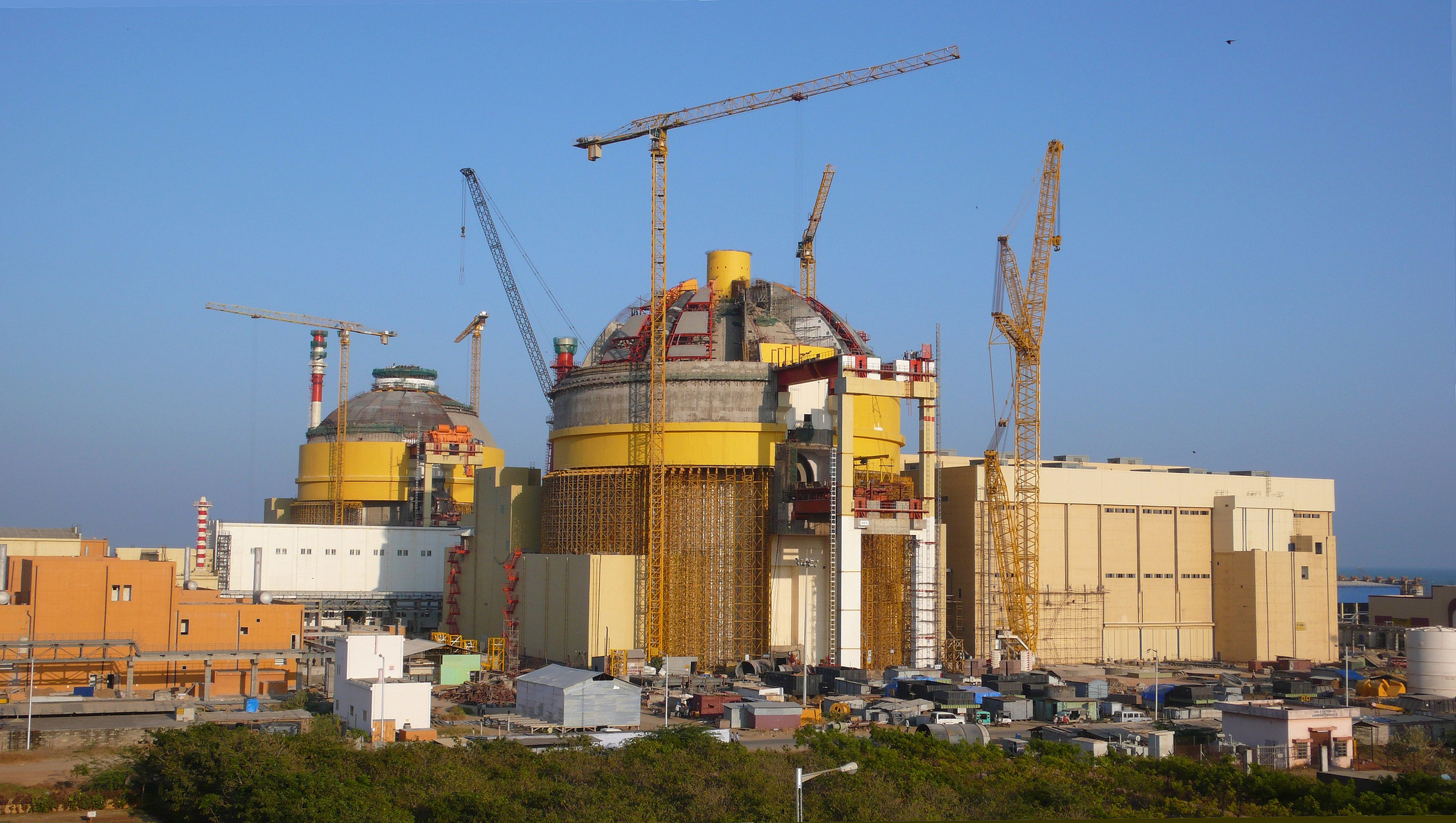
مفاعل كودانكالام VVER-1000

## اقرأ أيضاً
- مفاعل ثابت 1
- حفرة اليود
- معامل الفجوات
- مفاعل غوندريمنغن